# Liste stochastischer Prozesse
Nachfolgend finden sich eine Übersicht und kategoriale Einordnung stochastischer Prozesse sowie die stochastischen Differentialgleichungen (SDGL) der Prozesse und deren Lösungen.

## Markow-Prozesse
Markow-Prozesse erfüllen die Markow-Eigenschaft. Zu den Markow-Prozessen zählen u. a. die affinen Prozesse und die Itō-Prozesse.

### Affine Prozesse
Zu den affinen Prozessen zählen u. a. die Lévy-Prozesse (also auch der Wiener-Prozess und der Poisson-Prozess), außerdem einige Itō-Prozesse wie z. B. der Ornstein-Uhlenbeck-Prozess und der Wurzel-Diffusionsprozess. 

#### Lévy-Prozesse
Lévy-Prozesse sind Prozesse mit unabhängigen und stationären Zuwächsen. Zu den Lévy-Prozessen zählen u. a. die Poisson-Prozesse. 
Gamma-Prozess
Der Gamma-Prozess {\displaystyle \Gamma (t;\gamma ,\lambda )} ist ein reiner Sprung-Lévy-Prozess mit Intensitätsmaß {\displaystyle \nu (x)=\gamma x^{-1}\exp(-\lambda x)}
Varianz-Gamma-Prozess
{\displaystyle X(t;\theta ,\sigma ,\nu )=B(\Gamma (t;1,\nu ),\theta ,\sigma ),\qquad t\geq 0.}
Poisson-Prozesse
Zusammengesetzter Poisson-Prozess
{\displaystyle X_{t}:=\sum _{n=1}^{N_{t}}Y_{n}}
Inhomogener Poisson-Prozess
Die Intensität ist zeitabhängig {\displaystyle \lambda (t).}
Räumlicher Poisson-Prozess
Die Intensität ist zeit- und (Vektor-)raumabhängig {\displaystyle \lambda (t,x).}
Cox-Prozess
Die Intensität ist eine Zufallsvariable.

### Itō-Prozesse
Itō-Prozess
{\displaystyle X_{t}=X_{0}+\int _{0}^{t}u(s,X_{s})ds+\int _{0}^{t}v(s,X_{s})dW_{s}.}
SDGL:
{\displaystyle \mathrm {d} X_{t}=u(t,X_{t})dt+v(t,X_{t})dW_{t}.}

#### Verallgemeinerter Wiener-Prozess / verallgemeinerte Brownsche Bewegung
Der verallgemeinerte Wiener-Prozess ist sowohl Gauß- als auch Itō-Prozess.
{\displaystyle X_{t}=\int _{0}^{t}f(s)\mathrm {d} s+\int _{0}^{t}g(s)\mathrm {d} W_{s}}
SDGL:
{\displaystyle \mathrm {d} X_{t}=f(t)\mathrm {d} t+g(t)\mathrm {d} W_{t}}
Einfache Form:
{\displaystyle X_{t}=\mu t+\sigma W_{t}}
SDGL:
{\displaystyle \mathrm {d} X_{t}=\mu \mathrm {d} t+\sigma \mathrm {d} W_{t}}
Standard-Wiener-Prozess / Standard-Brownsche Bewegung
{\displaystyle X_{t}=W_{t}=\int _{0}^{t}dW_{s}}
SDGL:
{\displaystyle \mathrm {d} X_{t}=\mathrm {d} W_{t}}

#### Weitere Itō-Prozesse
Geometrische Brownsche Bewegung
{\displaystyle X_{t}=X_{0}e^{(\mu -{\frac {\sigma ^{2}}{2}})t+\sigma W_{t}}}
SDGL: 
{\displaystyle \mathrm {d} X_{t}=\mu X_{t}\mathrm {d} t+\sigma X_{t}\mathrm {d} W_{t}}
Ornstein-Uhlenbeck-Prozess
SDGL:
{\displaystyle dX_{t}=\theta (\mu -X_{t})dt+\sigma dW_{t},\;\;X_{0}=a}
Wurzel-Diffusionsprozess / CIR-Prozess
SDGL:
{\displaystyle dX_{t}=\kappa (\theta -X_{t})dt+\sigma {\sqrt {X_{t}}}dW_{t}}
Bessel-Prozess
{\displaystyle X_{t}=\|W_{t}\|_{2},}
SDGL:
{\displaystyle \mathrm {d} X_{t}=\mathrm {d} W_{t}+{\frac {n-1}{2}}{\frac {\mathrm {d} t}{X_{t}}}}

## Gauß-Prozesse
{\displaystyle (X_{t})_{t\in T}} ist ein Gauß-Prozess, falls für alle {\displaystyle n\in \mathbb {N} } gilt: {\displaystyle \forall t_{1},t_{2}\ldots t_{n}\in T} ist {\displaystyle (X_{t_{1}},X_{t_{2}}\ldots X_{t_{n}})} durch eine n-dimensionale Normalverteilung gegeben.
Zu den Gauß-Prozessen zählen u. a. die Gauß-Itō-Prozesse (z. B. der Wiener-Prozess), der Ornstein-Uhlenbeck-Prozess, die Brownsche Brücke und die fraktionelle Brownsche Bewegung. 

### Gauß-Markow-Prozesse
Gauß-Markow-Prozesse besitzen sowohl die Markow-Eigenschaft als auch die Eigenschaft von Gauß-Prozessen. 
Brownsche Brücke
Die Brownsche Brücke ist ein Gauß-Markow-Prozess, d. h. ein Gauß-Prozess mit der Markow-Eigenschaft. 
{\displaystyle B_{t}:=(W_{t}|W_{T}=0),\;t\in [0,T]}

## Feller-Prozesse
Ein Feller-Prozess ist ein Markow-Prozess mit der Feller-Übergangsfunktion, die zu einer Feller-Halbgruppe gehört. Zu den Feller-Prozessen zählen u. a. die Lévy-Prozesse, der Bessel-Prozess und die Lösungen von SDGL mit Lipschitz-stetigen Koeffizienten. 